# Antepaís del Adriático
El antepaís del Adriático es una cuenca originado por movimientos tectónicos frente el golfo de Tarento. Se originó durante el plioceno superior; formado a partir de una antigua falla de subducción que dio origen a la Cordillera Apénica-Magrebí, y que prosige hasta China. Es una zona donde hay muchos campos petrolíferos de gran interés que están siendo explotados por el propio gobierno italiano; y pequeños conos de cenizas aislados en la zona.